# تولیدمثل و چرخه زندگی عقاب طلایی

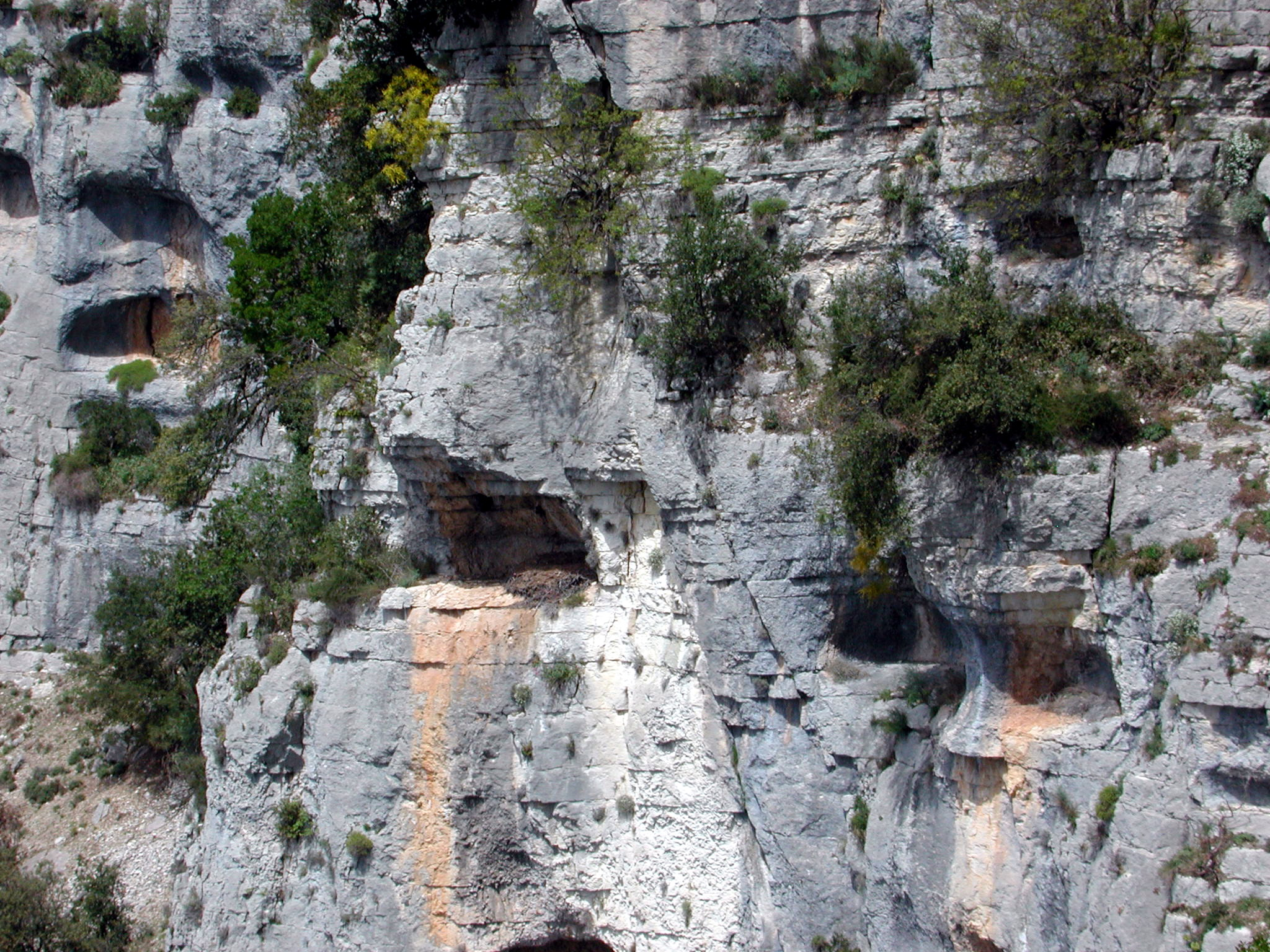
آشیانه عقاب (در حفره‌ها در وسط سمت چپ) در دره سیگن د لا پار، آلپ ماریتیم، فرانسه

عقاب‌های طلایی معمولاً جفت خود را تا آخر عمر برمی‌گزینند. یک جفت زادآور در یک نمایش خواستگاری تشکیل می‌شود. این معاشقه شامل نمایش‌های موج‌دار توسط هر دو فرد می‌شود، به طوری که پرنده نر تکه‌ای از سنگ را برمی‌دارد و آن را رها می‌کند تا وارد یک شیرجه شیب‌دار شود و آن را در هوا بگیرد و مانور را ۳ بار یا بیشتر تکرار کند. ماده توده‌ای از زمین را می‌گیرد و به همان شکل آن را می‌ریزد و می‌گیرد. می‌توان از چوب‌های کوچک نیز در این نمایش استفاده کرد. در مقایسه با عقاب سرسفید، عقاب‌های طلایی سالانه نمایش‌های خواستگاری را تکرار نمی‌کنند (که اعتقاد بر این است که پیوندهای جفت را تقویت می‌کند) و به ندرت درگیر مارپیچ‌های رو به پایین با قفل کردن چنگال می‌شوند.

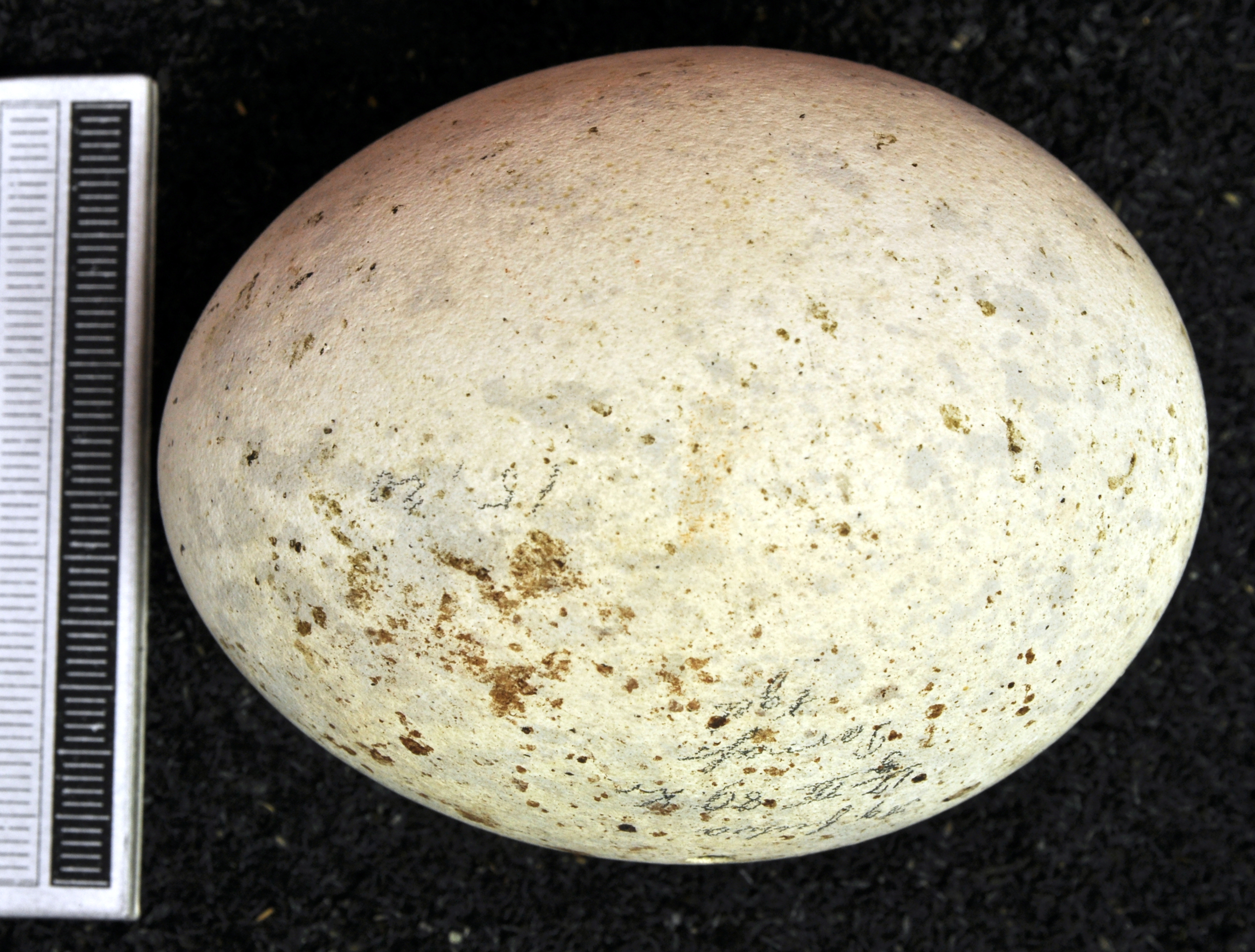
تخم، مجموعه موزه ویسبادن

عقاب‌های طلایی معمولاً چندین آشیانه در قلمرو خود می‌سازند و به‌طور متناوب از آنها برای چندین سال استفاده می‌کنند. مناطق لانه‌سازی آنها با نظم شدید فاصله لانه مشخص می‌شود. در ۹ مطالعه دربارهٔ فاصله سالانه لانه‌ها، میانگین حداقل فاصله بین لانه‌ها از ۱۶ کیلومتر (۹٫۹ مایل) در نروژ تا ۸ کیلومتر (۵٫۰ مایل) در سوئیس متفاوت است. لانه در اسکاتلند ممکن است بین ۱۰ تا ۶۵ جفت در هر ۱٬۰۰۰ کیلومتر مربع (۳۹۰ مایل مربع) پیدا شود و میانگین بیش از ۲۰ جفت در هر منطقه یافت می‌شود.

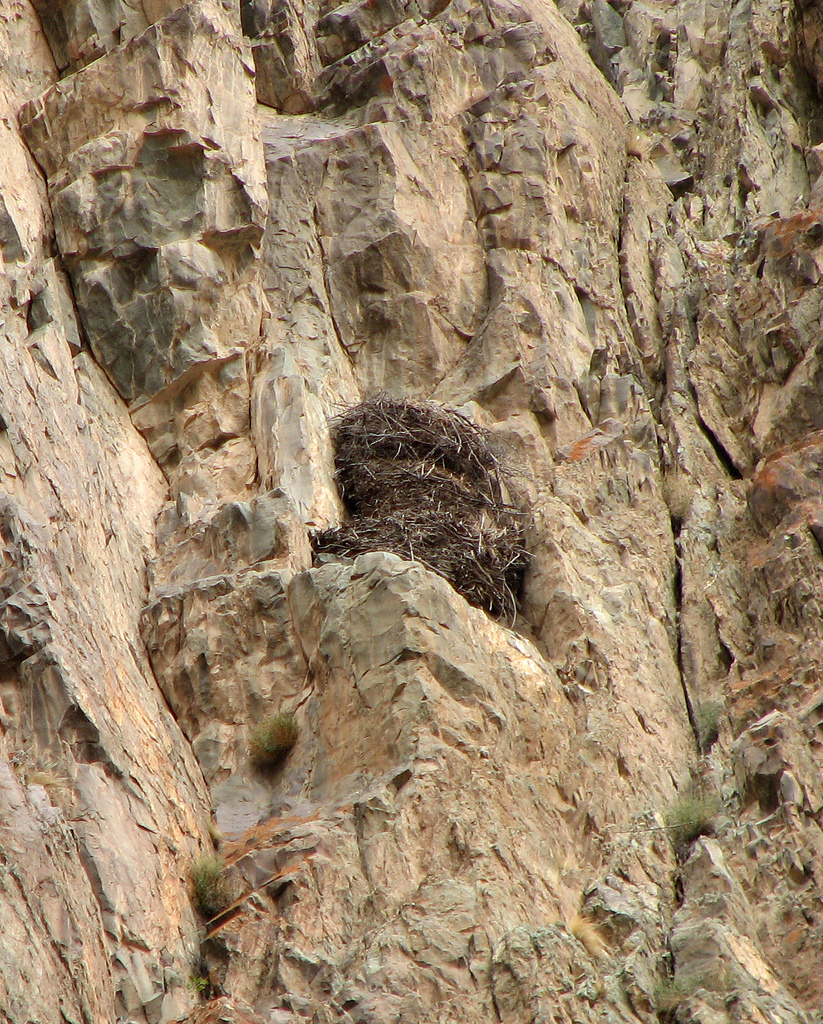
آشیانه صخره‌ای عقاب طلایی

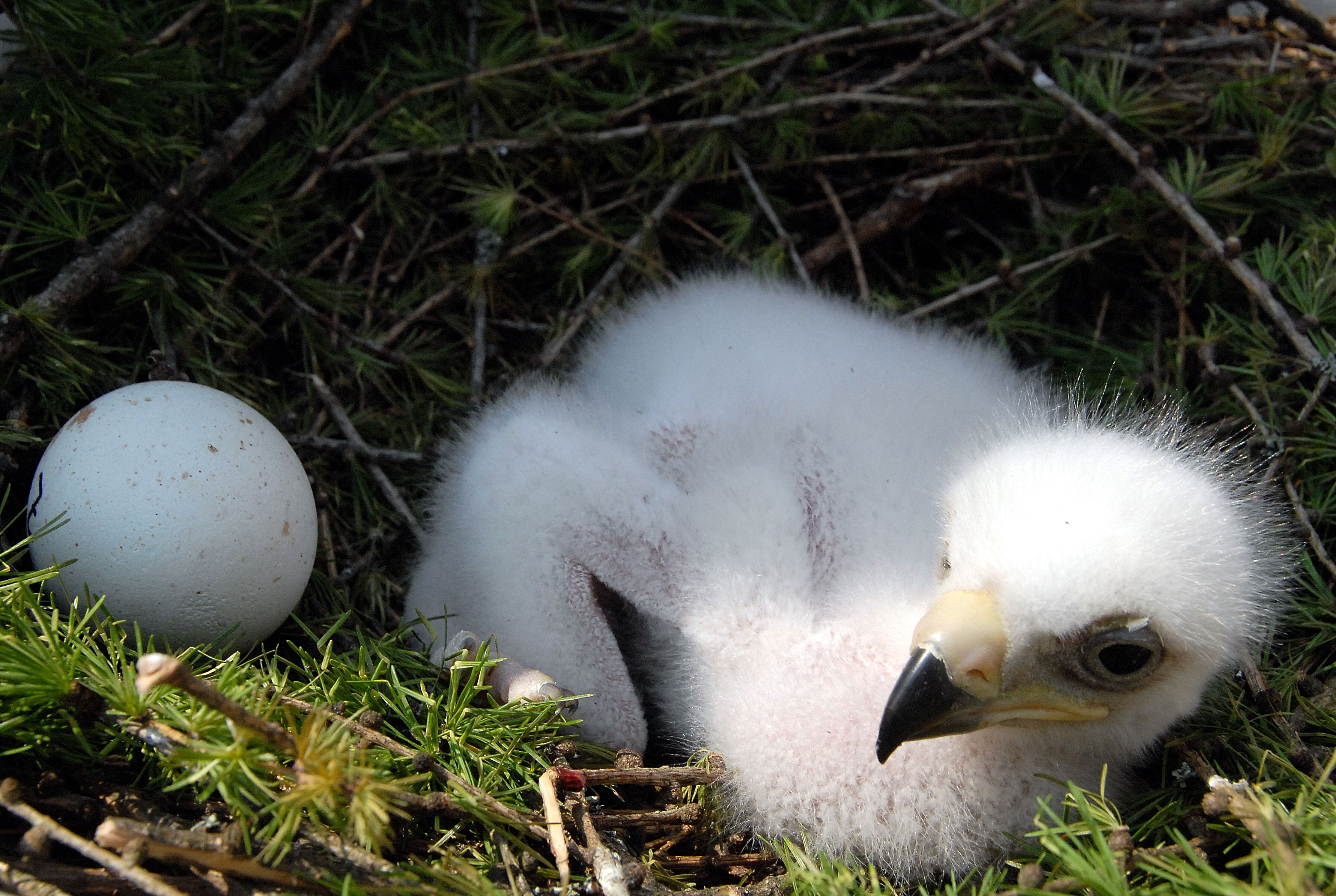
جوجه عقاب طلایی چندروزه همراه با تخم خواهر یا برادرش در آشیانه